# Piano Vibrations
Albums de Rick Wakeman
The Six Wives of Henry VIII
(1973)
Piano Vibration est le tout premier album studio de Rick Wakeman sorti en 1971 sur le label Polydor. Ce disque, bien que présenté à sa sortie comme le premier album solo du claviériste, n’est pas à proprement parler un album de Wakeman, lui-même le renie sur son site officiel. 
“This was never meant to be a solo album and to be honest I certainly don't count it as a solo album in any respect. True it is a piece of history, but not one I'm proud of. I was actually booked to play piano on a session at Pye Studios in London's Marble Arch and it was to play on some backtracks for an unknown singer who was due in later that week to put his vocals on. Shortly afterwards I started having some success with Strawbs and the next thing we knew was that the album was being put out by PYE Records as "Piano Vibrations" with no vocalist and with a picture of me on the back. I was unhappy and A&M Records, who had Strawbs and myself signed, were furious. I received £9 each sessions for my trouble.” Traduction : “Cela n'a jamais été supposé être un album solo et pour être honnête, je ne le considère certainement pas comme un tel à aucun égard. C'est vrai que c'est un morceau d'histoire, mais pas celui dont je suis fier. En fait, j'avais été appelé pour jouer du piano lors d'une session aux Studios Pye à Marble Arch à Londres et c'était pour jouer sur des pistes pour un chanteur inconnu qui devait enregistrer sa voix plus tard dans la semaine. Peu de temps après, j'ai commencé à avoir du succès avec The Strawbs et la première chose que nous avons su, c'est que l'album était sorti par PYE Records sous le titre "Piano Vibrations" sans chanteur et avec une photo de moi au dos. J'étais mécontent et A&M Records, qui avait fait signer les Strawbs et moi-même, était furieux. J'ai reçu 9 £ par sessions pour mon dérangement.”
Ses contributions se sont limité à l'exécution au piano en tant que musicien de session, (il jouait à l'époque avec le groupe Strawbs). Il n'a composé aucune des pièces de l'album puisqu'il s'agit d'interprétations de pièces déjà connues d'autres compositeurs. L'album, produit par John Schroeder est sorti en 1971 sur le label Polydor, après que Rick ait signé chez A&M. Ce dernier apparait d'ailleurs avec son orchestre sur l'album.
Piano Vibrations a été décrit comme “légèrement ringard” mais toujours écoutable  ; ce qui est largement admissible lorsqu’on compare cet album à l’œuvre ultérieure de Wakeman.
À noter que Rick ne reçut aucun royaltie sur les ventes; il a été payé seulement 36 £ pour les quatre sessions nécessaires pour enregistrer l'album.
Et d'ailleurs, outre le titre de l'album, son nom n'apparaît nulle part sur la pochette de l'album. La première édition du disque présentait une photo de Wakeman au piano prise de dos avec un chapeau sur la tête dans le style de Leon Russell.
Le plus ironique dans cet album, c'est la présence d'un chanteur semi-professionnel ici et là dont le nom n'apparait nulle part sur la pochette, avec des choristes inconnues.

## A l'écoute
Cet album alterne des pièces Folk rock et Jazz. Il s'agit de reprises de Vince Guaraldi: (Cast Your Fate to the Wind), Elton John/Bernie Taupin: (Take Me To The Pilot, Your Song), Randy Newman: Yellow Man, Leon Russell (Delta Lady, Home Sweet Oklahoma), James Taylor (Fire And Rain), Mason Williams: (Classical Gas) et, finalement, deux compositions de John Schroeder et Anthony King:, Gloria, Gloria et A Picture of You. 

## Titres
Face A :
1. Take Me to the Pilot (Elton John/Bernie Taupin) – 3:00
2. Yellow Man (Randy Newman) – 2:36
3. Cast Your Fate to the Wind (Vince Guaraldi/Carel Werber) – 2:35
4. Gloria, Gloria (John Schroeder, Anthony King) – 3:08
5. Your Song – (Elton John/Bernie Taupin) 3:45

Face B :
1. Delta Lady (Leon Russell) – 3:26
2. A Picture of You (John Schroeder, Anthony King) – 2:59
3. Home Sweet Oklahoma (Leon Russell) – 3:22
4. Fire and Rain (James Taylor) – 3:25
5. Classical Gas (Mason Williams) – 2:56

## Personnel
- Rick Wakeman : Piano
- Orchestre de John Schroeder : Guitares, basse, batterie, etc.
- Un chanteur inconnu et des choristes non listées